# Белоусов, Валерий Васильевич
Валерий Васильевич Белоусов (род. 26 января 1954, Саратов) — советский, российский хоккеист, нападающий. Российский тренер.

## Биография
Воспитанник саратовского хоккея. За «Кристалл» Саратов выступал в течение 18 сезонов (1972/73 — 1989/90). Играл за «Химик» Энгельс (1986/87, 1989/90, 1993/94), венгерский «Ференцварош» (1989/90).
Главный тренер «Химика» (1994/95). Тренер (1998/99), главный тренер (2000/01 — 2001/02) «Нефтяника» Альметьевск. Главный тренер «Кристалла-2» Саратов (2003/04, до ноября). Главный тренер «Кристалла» (11 ноября 2004- 29 ноября 2006). С 2011 года — тренер юношеских команд «Кристалла».